# حسین چاه‌کوتاهی

تندیس شیخ حسین خان در میدانی بنام وی چاه‌کوتاه- بوشهر

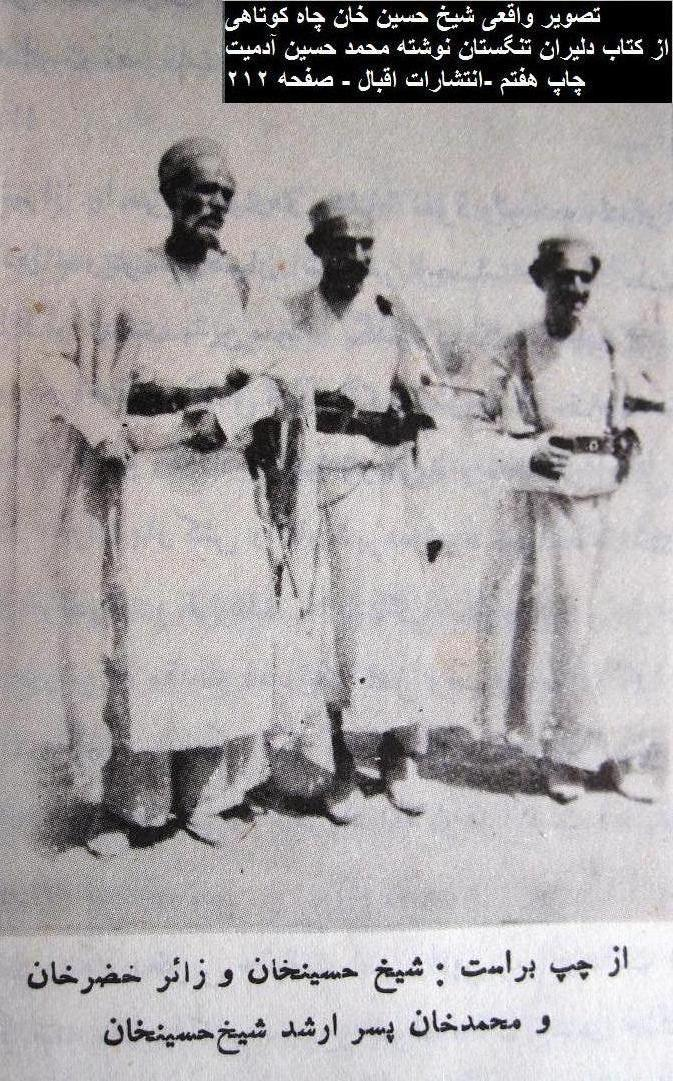

حسین چاه‌کوتاهی، معروف به شیخ حسین خان، ملقب به «سالار اسلام» از فعالان جنبش جنوب ایران و فرماندهان نیروهای تنگستان در برابر هجوم بریتانیا در جنگ جهانی اول و از همرزمان نزدیک رئیسعلی دلواری بود.

## زندگی‌نامه
شیخ حسین خان فرزند شیخ احمد، متولد ۱۲۷۳ قمری (۱۲۳۵ خورشیدی) در چاه‌کوتاه حومه شهرستان بوشهر از خاندان دموخ بود که در تحولات محلی نقش داشتند. پدر بزرگ وی شیخ حسین دموخی در ماجرای نبرد قلعه ریشهر در برابر تهاجم انگلیسی‌ها در سال ۱۲۷۳ (قمری) شرکت داشت. پدرش حاکم نواحی چاهکوتاه و احمدی بود و پس از او شیخ حسین خان جای پدر را گرفت.

### جنگ با انگلیسیها
شیخ حسین خان بدنبال انزجار عمومی از تهاجم انگلیس و اعلان جهاد علمایی چون سید مرتضی اهرمی و شیخ محمدحسین برازجانی همراه با زایر خضرخان اهرمی و دیگر خانهای جنوب برای شرکت در جنگ علیه نیروهای بیگانه هم قسم شد. شیخ حسین خان هدف خانهای جنوب را عزل موقرالدوله (حاکم بوشهر)، خروج نیروهای انگلیسی از بوشهر، بازگشت آلمانی‌ها اعلام کرد. شیخ حسین خان در زمان جنگ جهانی اول و اشغال بوشهر توسط انگلیس در سال ۱۳۳۳ قمری ضابط چاهکوتاه بود و در صف مبارزان تنگستانی با اشغالگران جنگید. نبرد تنگستانی‌ها و دشتی‌ها پس از کشته شدن رئیسعلی دلواری تا چندی ادامه یافت و با کشته شدن بعضی مجاهدین از جمله عبدالحسین فرزند شیخ حسینخان و اسیر شدن تعدادی از جمله خالوحسین از دیگر سران مجاهدین به سرانجام رسید.
در پی آن افسران ژاندارمری شیراز، افراد کنسول انگلستان از جمله «فردیک اکنورد» در آن شهر را به اسارت نزد شیخ حسین‌خان و زایر خضرخان به اهرم فرستادند، انگلیسی‌ها درصدد حمله و آزاد سازی افراد خود بودند.
بدنبال آن مذاکراتی بین انگلیسی‌ها و سران تنگستان برای آزادی و مبادله اسرا صورت گرفت و قراردادی در تاریخ هفتم اوت ۱۹۱۵. م/ هفتم شوال ۱۳۳۴. ق در محل سر بَسْت چُغادَک به امضای ماژور تریور، قائم مقام کنسول انگلیس در بوشهر، و زایرخضرخان اهرمی (امیر اسلام) و شیخ حسین خان چاه کوتاهی (سالار اسلام) به انجام رسید. از مهم‌ترین مفاد این قرارداد (صلح نامه) مبادله اسرا و استرداد اسرای تنگستانی و دشتی از جمله خالوحسین دشتی، آزادسازی آلمانی‌های در بنادر خلیج فارس، تحویل دادن اموال توقیف شده اهالی تنگستان توسط انگلیسی‌ها از جمله پس دادن دو هزار تومان پول شیخ حسین خان چاه کوتاهی که در بوشهر گرفته بودند، افتتاح آزادراه بوشهر توسط انگلیسی‌ها و متقابلاً مجاهدین تنگستانی، استرداد هشت نفر از اسرای انگلیسی، برقراری امنیت راه شاهی، حفظ خط تلگراف پس از تعمیر آن را متقبل شدند. و سرانجام اسرای خارجی در ازای آزادی خالوحسین و اسرای تنگستانی دربند مبادله شدند.

### پس از جنگ جهانی اول
پس از جنگ جهانی اول نیز انگلیسی‌ها در قالب پلیس جنوب ایران به سرکوبی مجاهدان ادامه دادند.
در ۱۳۳۶ق در جریان بازگشایی جاده شیراز و طرح احداث راه‌آهن در منطقه، شیخ حسین‌خان و زایر خضر و شیخ محمد برازجانی، که از اهداف انگلیسیها درکشیدن راه‌آهن اطلاع داشتند، استقلال ایران را در خطر دیدند و در نامه‌ای از کنسولگری انگلیس خواستند تا پاسخ دهد که احداث راه‌آهن طبق معاهده با دولت ایران بوده‌است یا خیر و چون انگلیسیها پاسخی ندادند، مجاهدان به قصد نبرد با آنان در چُغادک مستقر شدند ولی، بر اثر خیانت عده‌ای از همراهان خویش، ناچار به عقب‌نشینی شدند. انگلیسیها پس از تصرف چغادک، چاه‌کوتاه را نیز تصرف کردند و شیخ حسین‌خان را، که به چاه‌کوتاه پناه برده بود، وادار به عقب‌نشینی کردند وی در ربیع الاول ۱۳۳۸ قمری ناچار به قلعه فاریاب در منطقه بلوک بوشکان پناهنده شد و جنگ و گریز با انگلیسی‌ها مشغول بود. انگلیسی‌ها، پس از تصرف چاه‌کوتاه، ضابطی آن را به شیخ‌عبداللّه چاه‌کوتاهی، برادر شیخ‌حسین، سپردند.
انگلیسی‌ها چند ماه شیخ‌حسین را تعقیب و با هواپیما مواضعش را بمباران کردند. در آن زمان، به‌جز معدودی تفنگچی کسی با وی نمانده بود.

## نبرد آخر و مرگ

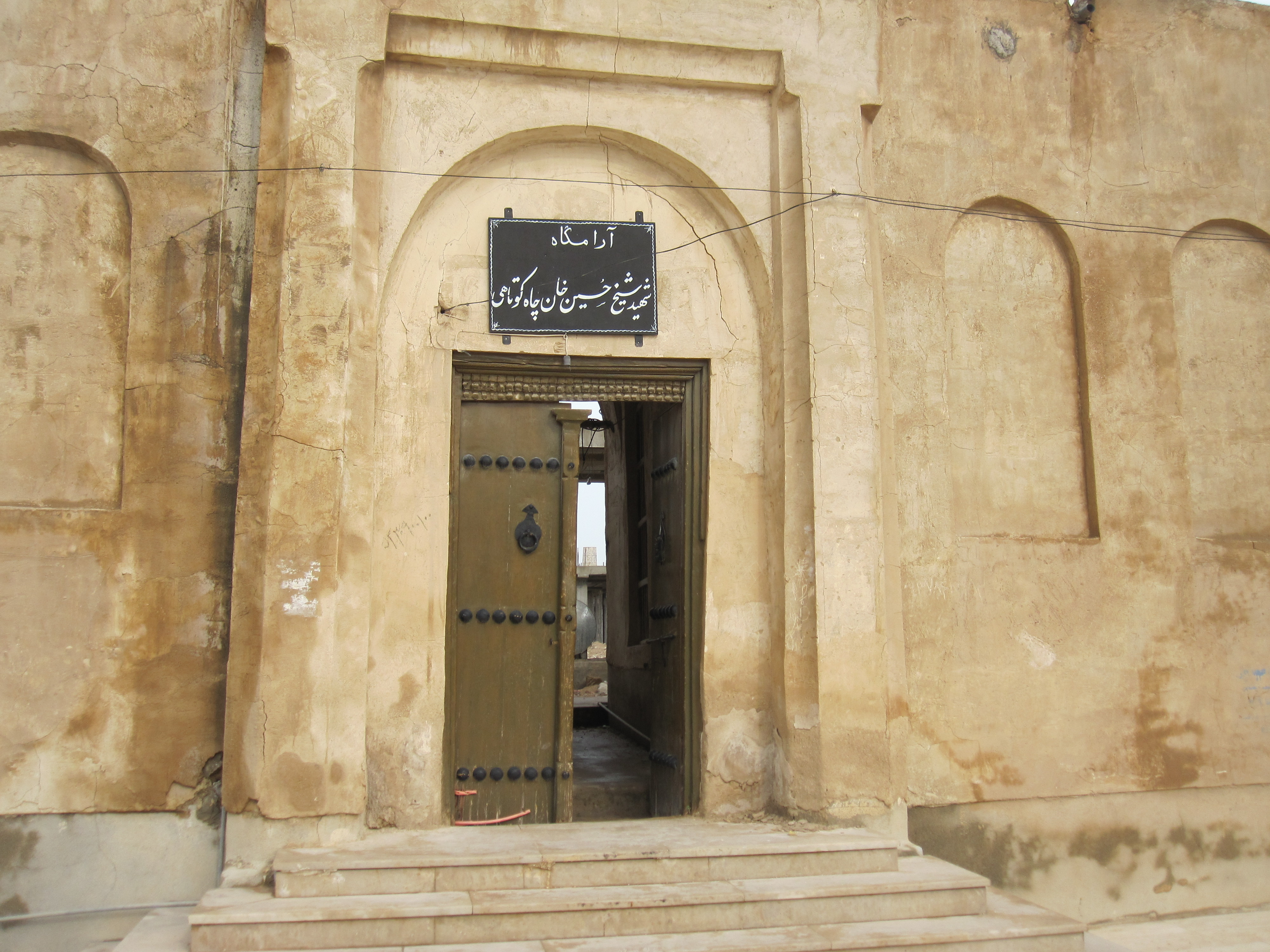
آرامگاه شیخ حسین خان چاه کوتاهی

شیخ حسینخان در رمضان-شوال ۱۳۳۸ق درصدد تصرف چاه کوتاه برآمد اما در این امر موفق نشد و در دو کیلومتری چاه کوتاه سنگربندی کرده و آماده نبرد با قوای انگلیس شد. در بعضی منابع با تاریخی متفاوت آمده‌است وی در شعبان ۱۳۳۸ قمری به اتفاق چند تن از یارانش برای ارسال تلگرام و کسب تکلیف از مرکز، به باغی در نزدیکی چاه‌کوتاه رفت. در آنجا تفنگچیان انگلیسی و پلیس جنوب وی و همراهانش را محاصره و به آن‌ها حمله کردند. قوای انگلیسی‌ها شامل ۱۰۰ پیاده، ۵۰ سوار و یک عراده توپ اتریشی شبانه حرکت کرد و در سپیده‌دم به شیخ حسین خان هجوم آوردند. این عملیات به فرماندهی کاپیتان مون انگلیسی و افراد پلیس جنوب انجام گرفت. پس از مدتی مقاومت شیخ‌حسین‌خان با همه همراهان، از جمله پسرش شیخ‌خزعل، (شعبان ۱۳۳۸ق) در این درگیری کشته شدند. در بعضی منابع دیگر تاریخ کشته شدن آن‌ها ۱۲ شوال ۱۳۳۸ قمری که برابر است با ۸ تیر ۱۲۹۹ش (۲۹ ژوئن ۱۹۲۰م)، نقل شده‌است.

## پس از کشته شدن
کشته‌شدن شیخ‌حسین، هیجان و اندوه زیادی در میان مردم تهران ایجاد کرد. شیخ حسین چاه‌کوتاهی، در محله امامزاده بوشهر، همجوار امامزاده عبدالمهیمن دفن گردید که امروزه آرامگاهی بر روی آن برپاست.

## اشعار
ملک‌الشعرای بهار در یکی از شعرهایش به نام «خون خیابانی» اشاره‌ای مختصر به شیخ حسین چاه‌کوتاهی داشته‌است و در پاورقی آن شعر از وی با عنوان «مجاهد ملی معروف جنوب» یاد کرده‌است:
| در دست کسانی است نگهبانی ایران      |  | کاصرار نمودند به ویرانی ایران…     |
| کشتند بزرگانرا و ابقا ننمودند       |  | بر شیخ حسین و به خیابانی ایران…    |
| کشت آن حسن از بهر وطن گر دو سه کاشی |  | کشت این حسن احرار وطن را چو مواشی… |
| گه قتل مهین شیخ حسین خان را در فارس |  | تصویب نمودند به صد عذرتراشی…       |

## خانواده
از شیخ حسین‌خان هشت فرزند به جا ماند که دوتای آن‌ها بنام عبدالحسین و شیخ خزعل در جنگ با نیروهای انگلیسی کشته شدند. دیگر فرزندان وی شیخ عبدالرسول خان، محمد خان، منصور خان، صالح،محسن خان، ناصر و دختری بنام خیرالنساء می‌باشد. حسین و سیروس چاهکوتاهی (دو فرزند عبدالرسول خان) از نوه‌های سرشناس او می‌باشند.

## کتاب‌نامه
کتاب‌هایی که در آن به شیخ حسین چاه‌کوتاهی اشاره شده:
- شیخ حسین خان چاه کوتاهی: احمد فرامرزی به کوشش سید قاسم یاحسینی.
- کتاب دلیران تنگستان: محمدحسین رکن زاده آدمیت.
- کتاب فارس و جنگ بین‌الملل جلد دوم: محمدحسین رکن زاده آدمیت.

## نگارخانه

نگاره‌ای از چهره شیخ حسین خان
تندیس شیخ حسین خان (چاه‌کوتاه)
تصویر وی در کتاب جنگ بین‌الملل اول
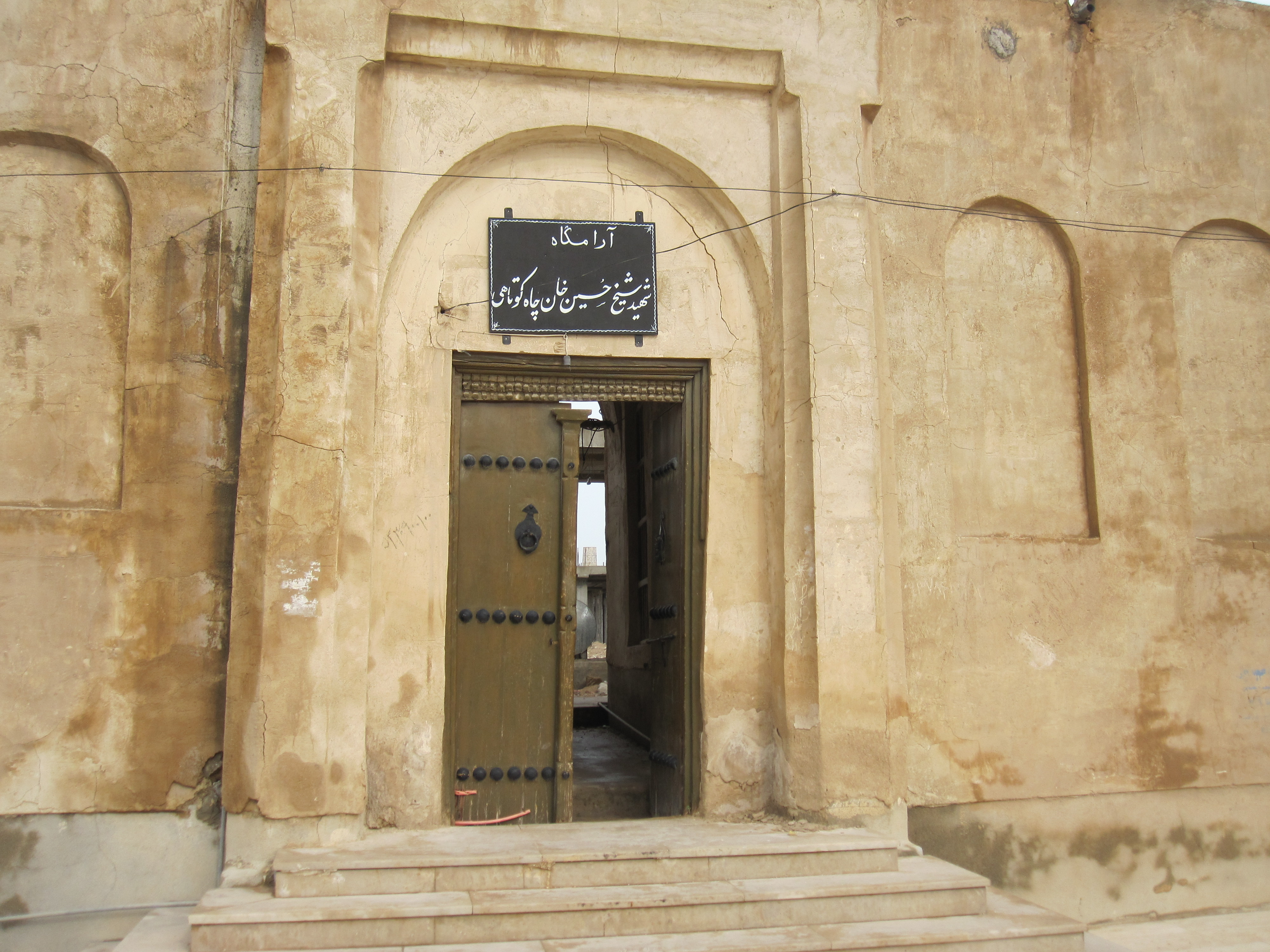
آرامگاه شیخ حسین خان چاه‌کوتاهی
شجره نامه به خط نوه وی (سیروس چاه‌کوتاهی)
شجره نامه در کتاب فارس و جنگ بین‌الملل
قسم نامه مجاهدین
نامه محرمانه قنسول انگلیس به چاه‌کوتاهی.
نامه قنسول آلمان به چاه‌کوتاهی
نامه قنسول آلمان و تشکر از کمک شیخ حسین خان
نامه قنسول انگلیس به چاه‌کوتاهی
نامه قائم مقام کنسولگری انگلیس
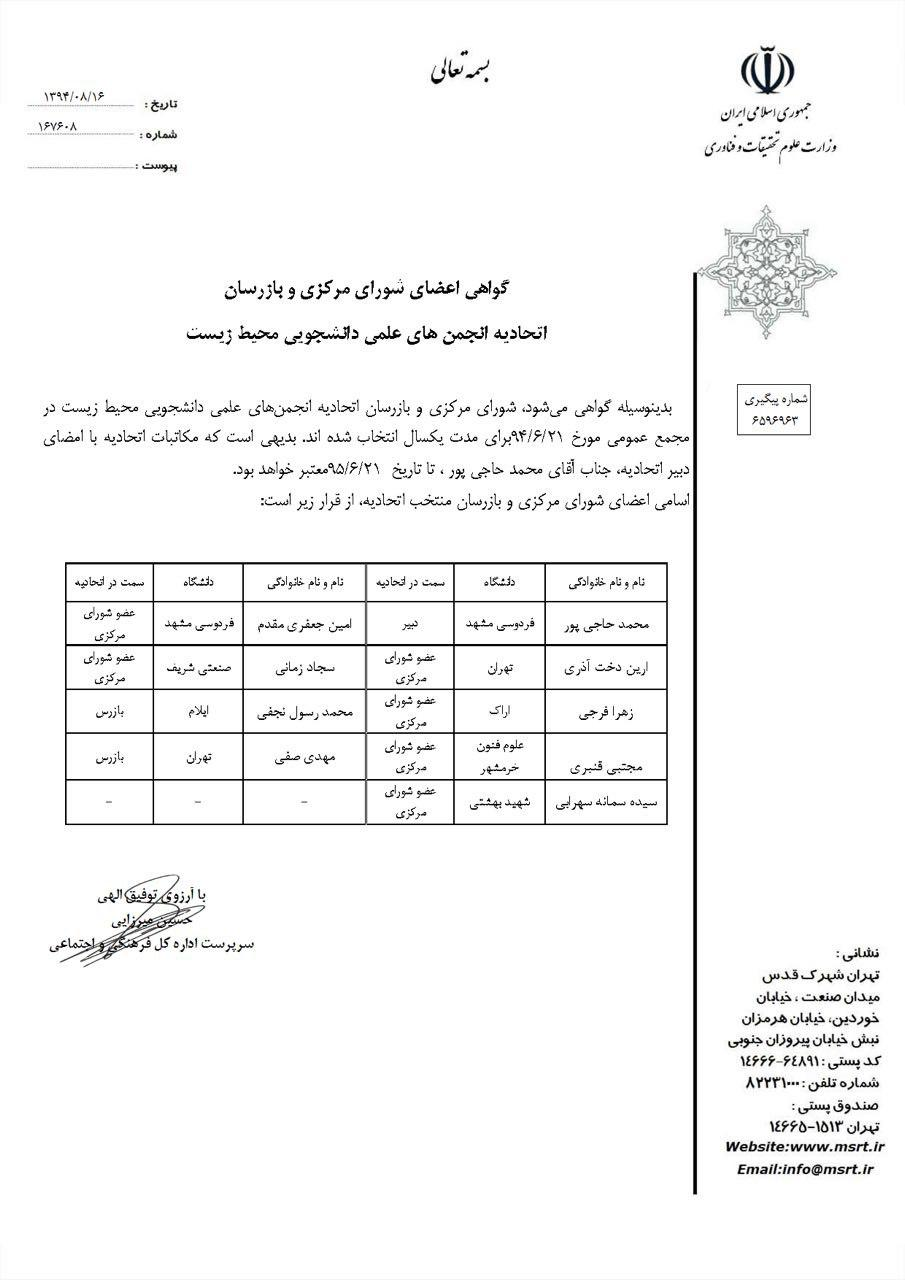
حکم سالار معظم از طرف احمد شاه قاجار
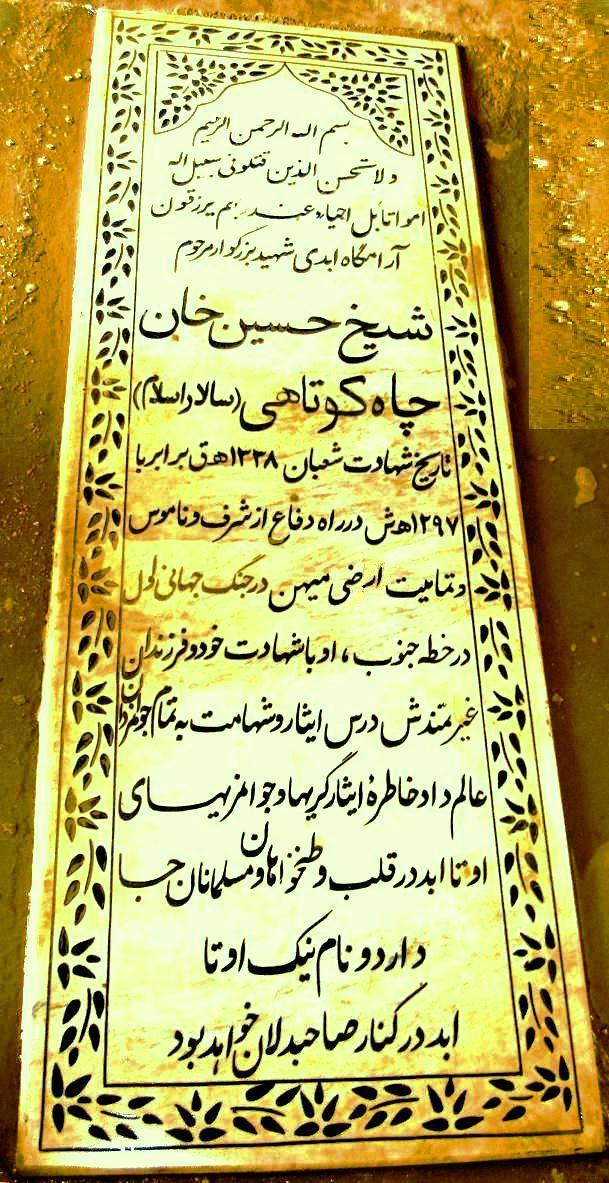
سنگ قبر شیخ حسینخان
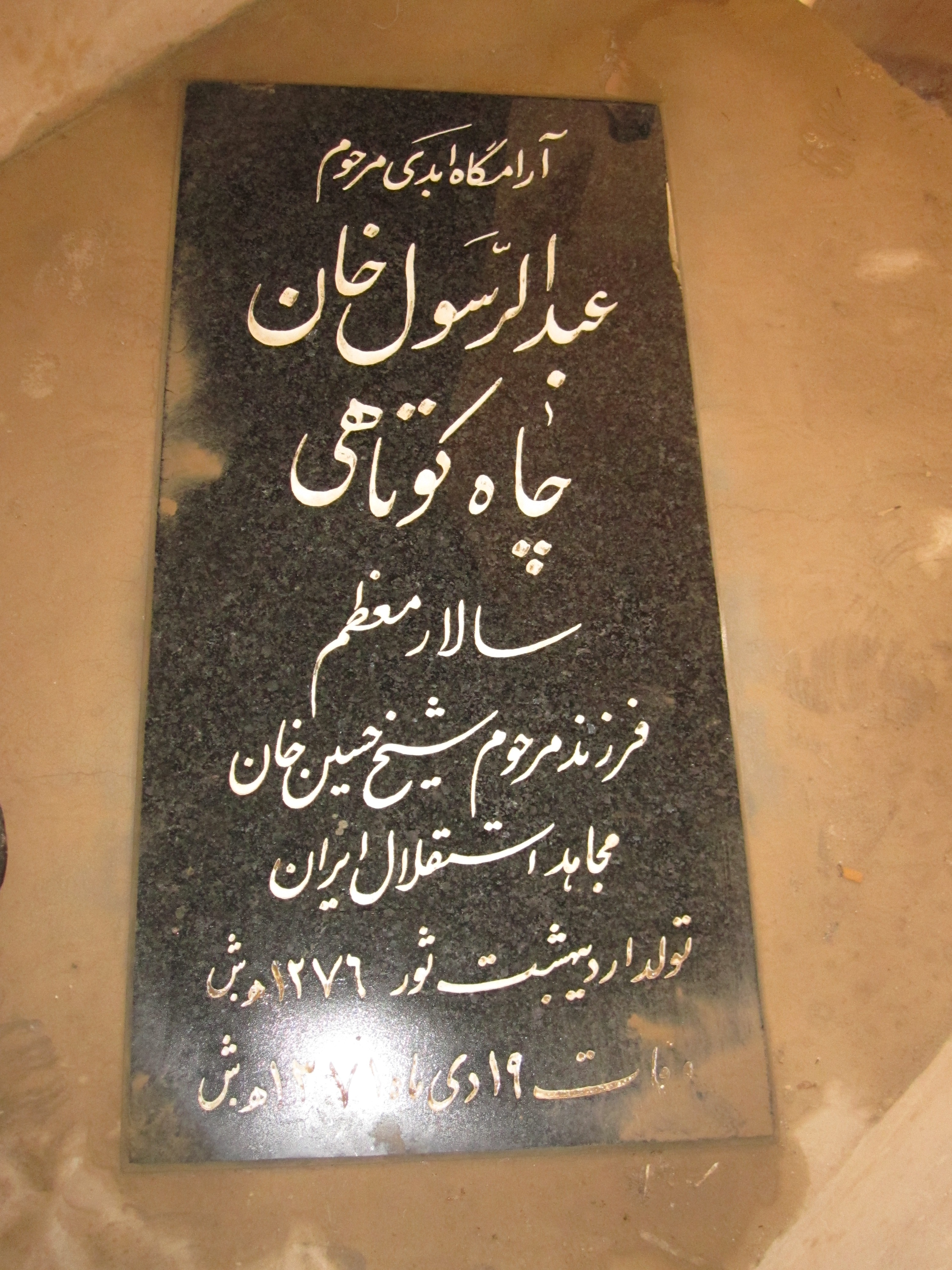
سنگ قبر سالار معظم (پسر وی)